# Culex cubitatus
Culex cubitatus är en tvåvingeart som beskrevs av Donald Henry Colless 1965. Culex cubitatus ingår i släktet Culex och familjen stickmyggor. Inga underarter finns listade i Catalogue of Life.